# Надеждино (Гомельская область)
Надеждино (бел. Надзеждзіна; до 1937 — Угольцы) — деревня в Николаевском сельсовете Буда-Кошелёвского района Гомельской области Белоруссии.

## География

### Расположение
На север от районного центра и железнодорожной станции Буда-Кошелёвская (на линии Жлобин — Гомель), 75 км от Гомеля.

## Транспортная сеть
Транспортные связи по просёлочной дороге, затем по шоссе Довск — Гомель. Планировка состоит из прямолинейной улицы, ориентированной с юго-востока на северо-запад, к которой на севере под прямым углом присоединяется короткая прямолинейной улица. Застройка двусторонняя, деревянными домами усадебного типа.

## История
По письменным источникам известна XIX века как деревня в Городецкой волости. Рогачёвского уезда Могилёвской губернии. В 1850 году во владении помещика Киневича. По ревизии 1858 года в составе поместья Самойлов. С 1884 года действовал хлебозапасный магазин. По переписи 1897 года находились 2 ветряные мельницы. В 1909 году 762 десятин земли.
В 1925 году в Приборском сельсовете Городецкого района Бобруйского округа. В 1930 году организован колхоз «Красная Звезда», работала ветряная мельница. На фронтах Великой Отечественной войны погибли 59 жителей деревни. В 1959 году в составе совхоза «Путь Ильича» (центр — деревня Николаевка).

## Население

### Численность
- 2018 год — 5 жителей.

### Динамика
- 1858 год — 123 жителя.
- 1897 год — 39 дворов, 279 жителей (согласно переписи).
- 1909 год — 45 дворов, 377 жителей.
- 1925 год — 64 двора.
- 1959 год — 439 жителей (согласно переписи).
- 2004 год — 32 хозяйства, 58 жителей.